# Норт-Медісон (Огайо)
Норт-Медісон (англ. North Madison) — переписна місцевість (CDP) в США, в окрузі Лейк штату Огайо. Населення — 8188 осіб (2020).

## Географія
Норт-Медісон розташований за координатами 41°49′47″ пн. ш. 81°3′3″ зх. д. / 41.82972° пн. ш. 81.05083° зх. д. (41.829815, -81.050961).  За даними Бюро перепису населення США в 2010 році переписна місцевість мала площу 10,12 км², уся площа — суходіл.

## Демографія
Згідно з переписом 2010 року, у переписній місцевості мешкало 8547 осіб у 3323 домогосподарствах у складі 2306 родин. Густота населення становила 845 осіб/км².  Було 3815 помешкань (377/км²).
Расовий склад населення:
| - 97,3 % — білих - 0,5 % — чорних або афроамериканців - 0,4 % — азіатів - 0,2 % — корінних американців |

До двох чи більше рас належало 1,2 %. Частка іспаномовних становила 1,8 % від усіх жителів.
За віковим діапазоном населення розподілялося таким чином: 25,8 % — особи молодші 18 років, 62,3 % — особи у віці 18—64 років, 11,9 % — особи у віці 65 років та старші. Медіана віку мешканця становила 38,5 року. На 100 осіб жіночої статі у переписній місцевості припадало 97,1 чоловіків;  на 100 жінок у віці від 18 років та старших — 94,6 чоловіків також старших 18 років.
Середній дохід на одне домашнє господарство  становив 63 495 доларів США (медіана — 53 291), а середній дохід на одну сім'ю — 73 467 доларів (медіана — 64 710). Медіана доходів становила 48 941 долар для чоловіків та 26 997 доларів для жінок. За межею бідності перебувало 5,5 % осіб, у тому числі 2,1 % дітей у віці до 18 років та 15,8 % осіб у віці 65 років та старших.
Цивільне працевлаштоване населення становило 4106 осіб. Основні галузі зайнятості: освіта, охорона здоров'я та соціальна допомога — 27,1 %, виробництво — 26,9 %, роздрібна торгівля — 9,0 %, мистецтво, розваги та відпочинок — 6,6 %.